# Santa María de Neda
Santa María de Neda és una parròquia situada al costat del camí de Santiago dels anglesos, al nord del municipi de Neda. Segons l'IGE, el 2018 tenia 3.015 habitants (1.558 dones i 1.457 homes) distribuïts en 61 entitats de població, la qual cosa suposa una disminució respecte al 1999 quan tenia 3.811 habitants. La jurisdicció eclesiàstica forma part de l’ arxiprestat de Xuvia, pertanyent a la diòcesi de Mondoñedo-Ferrol.

## Església de Santa Maria

### Descripció
La seva construcció data del segle xviii amb un estil arquitectònic barroc ben definit. Està envoltat per un gran atri i es caracteritza per la seva construcció en una nau de tres trams, dos d'ells rectangulars i la corresponent a la creu quadrangular. Un arc de triomf de mig punt delimita els espais de la nau i del presbiteri. Està dividit en tres plans, al centre es superposen una porta rectangular motllurada, una obertura octogonal, una estufa i un campanar per dos cossos (el primer amb quatre pilars que donen lloc a les obertures on es col·loquen les campanes, mentre que el segon està format per una cúpula sobre tambor). A l'interior, es conserva i protegeix a l'altar major, el Crist de la Cadena d'origen anglès pertanyent a l'era Tudor.
Es troba una creu que s’aixeca sobre tres graons de granit, hexagonals i amb cantonades motllurades. El pedestal, així com la columna i la creu, són de serpentinita o pedra Moeche molt abundants a la zona i més fàcils de treballar que el granit. El capitell és ample, adornat amb volutes a les cantonades i fulles lanceolades a les cares. Està rematat amb un àbac modelat, amb les cares rectes. La creu és de secció octogonal, amb els extrems oberts en flor de lis amb botó central. Allotja les imatges de Crist a l’anvers i esculpides de manera tradicional, i la Mare de Deu dels Dolors al revers, en actitud de pregària, de mida més petita i situada més avall.

### Història
Es va aixecar al segle xviii sobre el temple de Santa Maria del Port, en estat ruïnós en aquells anys. L' origen de l'església se situa en el segle iv, en temps del rei Teodomiro. Les primeres notícies són de l'any 1114, en un document de donació fet per Bisclavara Bistraliz, besneta del rei Ramiro I de Lleó, al monestir de Sant Martiño de Xubia (O Couto). L'any 1720, segons consta en els documents de les confraries existents, comencen les obres per aixecar les parets del cos principal. El 1744 es munta el retaule major i la tribuna o cor. El 1762, un cop rematada la torre, es col·loca la campana major, la creu i el penell. En anys posteriors de segle, i al llarg de la segle xix, el temple va patir augments i modificacions.